# Austra Skujytė
Austra Skujytė (ur. 12 sierpnia 1979 w Birżach) – litewska lekkoatletka, wieloboistka, czterokrotna olimpijka (2000-2012), w tym medalistka olimpijska z 2004 roku.

## Życiorys
Od 2000 zalicza się do światowej czołówki wieloboistek. Zdobyła brązowy medal na Młodzieżowych Mistrzostwach Europy w Lekkoatletyce (Amsterdam 2001). Zajmowała wysokie miejsca w siedmioboju na mistrzostwach świata: 6. miejsce w 2001, 10. miejsce w 2003 i 4. miejsce w 2005. Jej największym osiągnięciem jest srebrny medal Igrzysk Olimpijskich w 2004, gdzie przegrała jedynie ze Szwedką Klüft. Zdobyła również brązowy medal w pięcioboju podczas halowych mistrzostw świata w 2004. Na Mistrzostwach Świata w Lekkoatletyce 2007 zajęła 6. miejsce, choć po 6 z 7 konkurencji zajmowała 3. pozycję. Halowa wicemistrzyni Europy w pięcioboju z 2011 roku, w tej samej konkurencji zdobyła brąz na halowych mistrzostwach świata (2012).
Do Skujytė należy rekord świata w dziesięcioboju (8358 pkt - 2005). Konkurencja ta nie jest jednak rozgrywana przez kobiety na oficjalnych zawodach lekkoatletycznych. Jest ona również rekordzistką Litwy w siedmioboju - 6599 pkt. (2012) oraz w pięcioboju - 4802 pkt. (2012).

## Odznaczenia
- Krzyż Komandorski Orderu „Za Zasługi dla Litwy” – 2004[1]